# Cha Eun-woo
Lee Dong-min (em coreano: 이동민; 30 de março de 1997), conhecido profissionalmente pelo nome artístico Cha Eun-woo (차은우), é um cantor, ator e modelo sul-coreano. Ele estreou como integrante do grupo masculino sul-coreano Astro, formado pela Fantagio em 2016, tendo iniciado as atividades como solista em fevereiro de 2024, com o extended play (EP) Entity. Cha fez sua estreia na atuação através do filme My Brilliant Life (2014) e é conhecido internacionalmente pelos seus papéis principais em Gangnam Beauty (2018), Rookie Historian Goo Hae-ryung (2019), True Beauty (2020–2021), Island (2022–2023), A Good Day to Be a Dog (2023–2024) e Wonderful World (2024).

## Início da vida
Cha Eun-woo nasceu em 30 de março de 1997 na cidade de Gunpo, província de Gyeonggi. Ele frequentou a Suri Middle School e a Suri High School antes de se formar na Hanlim Multi Art School em 2016. Ele estudou na Sungkyunkwan University, com especialização em artes cênicas.

## Carreira

### 2013-2015: Início da carreira
Cha estreou como ator com um papel menor no filme My Brilliant Life. Ele foi o quarto trainee a ser oficialmente apresentado com o Fantagio iTeen Photo Test Cut. Em agosto de 2015, Cha, junto com os demais integrantes do Astro, participou do web-drama To Be Continued.

#### 2016 – presente: Debut com ASTRO, atividades solo e crescente popularidade
Astro estreou em 23 de fevereiro de 2016, com o mini-álbum  Spring Up. Em agosto, Cha participou do programa especial de variedades Chuseok, Replies That Make Us Flutter. Em setembro, ele participou de outro programa piloto Chuseok, Boomshakalaka.
Foi anunciado como apresentador do Show! Music Core ao lado de Kim Sae-ron, Lee Soo-min e Xiyeon de 2016 a 2018. Em 2016, ele também estrelou o web drama My Romantic Some Recipe.

Em 2017, foi escalado para o drama da KBS2 Hit the Top e estrelou o web drama Sweet Revenge.

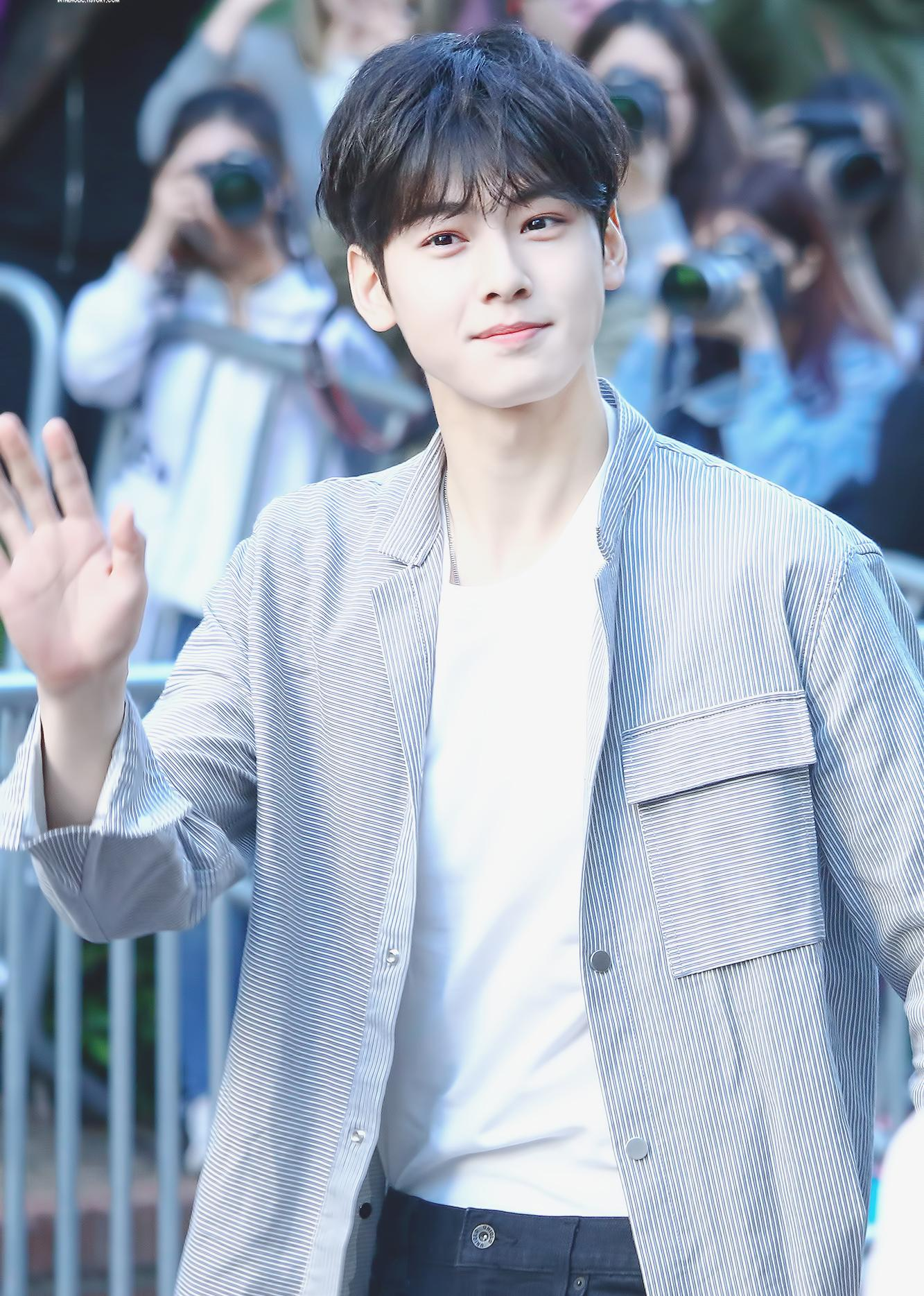
Cha Eun Woo no Music Bank em junho de 2017

Em 2018, estrelou o webdrama Top Management. Mais tarde, ele foi escalado para a série de comédia romântica JTBC Gangnam Beauty, seu primeiro papel principal na televisão. Ele viu um aumento na popularidade depois que a série foi ao ar  e foi incluído no "Men of the Year" da GQ Korea.
Em 2019, estrelou o drama histórico Rookie Historian Goo Hae-ryung ao lado de Shin Se-kyung. Ele desempenhou o papel de um príncipe real que se tornou um romancista, e ganhou o Prêmio de Excelência para Ator e Prêmio de Melhor Casal com Shin no MBC Drama Awards. Em dezembro, ele foi anunciado como um membro do elenco do novo show de variedades Handsome Tigers ao lado de Joy, Lee Sang-yoon, Yoo Seon-ho e Seo Jang-hoon.
Em abril de 2020, Cha se juntou ao programa de televisão da SBS Master in the House como um membro fixo do elenco. No SBS Entertainment Awards de 2020, ele ganhou o Rookie Award por seu papel no programa. Em dezembro de 2020, ele estrelou o drama de romance de amadurecimento da tvN, True Beauty, baseado no webtoon de mesmo nome, interpretando um estudante do ensino médio ao lado de Moon Ga-young.

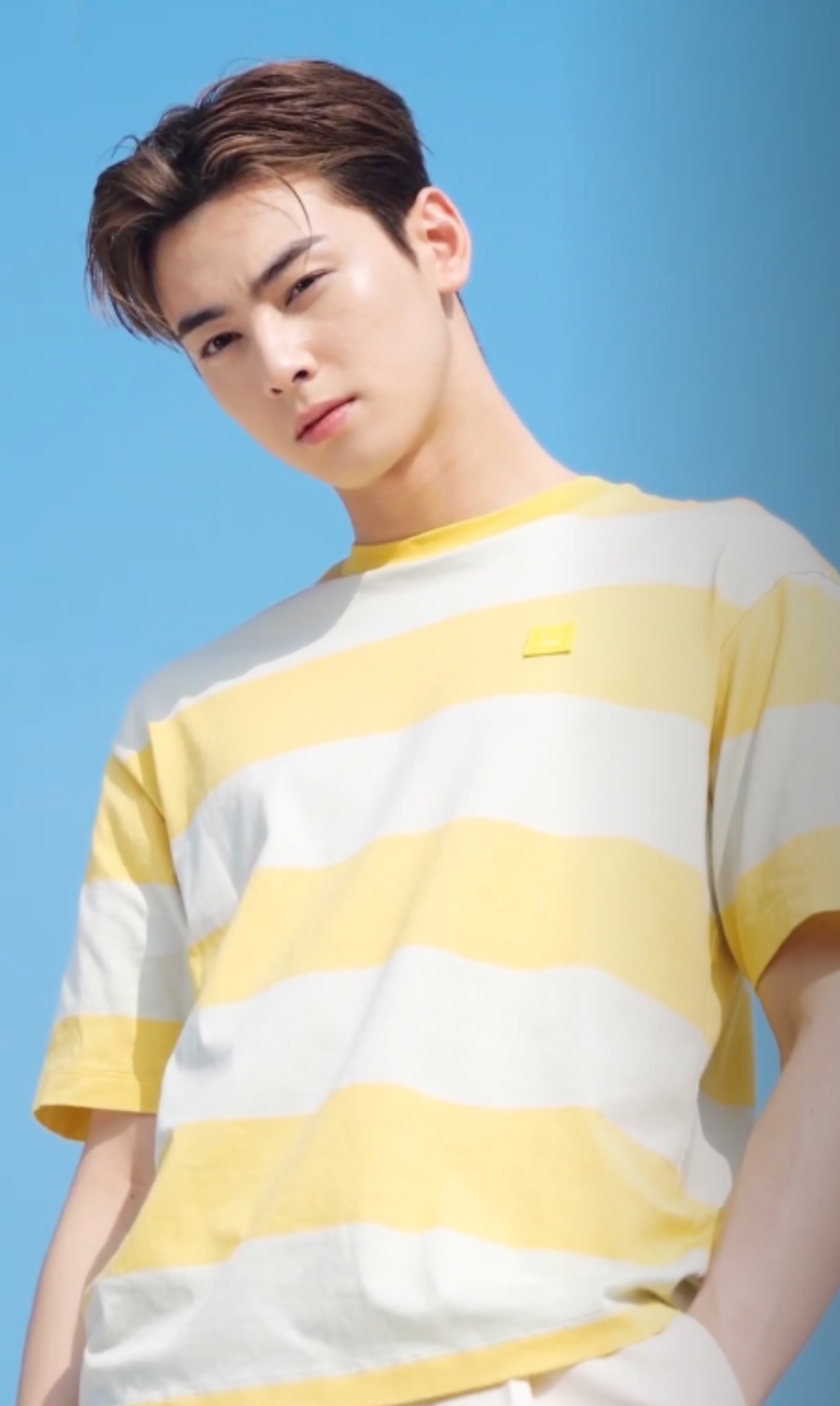
Cha para Marie Claire Korea em 2020

Em junho de 2021, deixou o Master in the House. Em novembro de 2021, Cha lançou "Don't Cry, My Love", uma balada com apresentação de piano, para a trilha sonora oficial da história em quadrinhos Under The Oak Tree.
Em 2022, Cha gravou "Focus on Me" para a trilha sonora do webtoon Kakao The Villainess Is a Marionette, lançado em 22 de fevereiro. Ele então desempenhou o papel de oficial da Marinha na ação de terror urbano de Hwang In-ho filme Decibel que foi lançado em novembro de 2022. Mais tarde naquele ano, ele estrelou o drama da TVING Island ao lado de Kim Nam-gil, Lee Da-hee e Sung Joon, interpretando o papel de um padre exorcista. Em 30 de dezembro, a Fantagio divulgou um comunicado oficial afirmando que Cha havia decidido renovar seu contrato com a agência.
Em 2023, Cha está definido para estrelar o drama de romance de fantasia baseado em webtoon, A Good Day to Be a Dog.

## Outros empreendimentos
Em fevereiro de 2021, tornou-se o embaixador internacional da Penshoppe. Em março, ele foi selecionado como modelo da marca Noona Holdak Chicken. Em maio, foi escolhida como uma nova modelo para a marca de roupas O'Neill. Em julho, tornou-se embaixador da marca Burberry. Cha foi então escolhido como o primeiro apresentador de Konvy,  bem como modelo para o soju Now We Are da Mackiss Company  e o alimento funcional saudável "perilla in the eyes". Em agosto, foi selecionado como modelo para Samhwa Foods, e novo muso da Dashu Perfume.
Em janeiro de 2022, se tornou a musa da marca de penteados Dashu. Nos dois meses seguintes, ele se tornou o novo embaixador da marca para Ms Glow, e Mister Potato. Em abril de 2022, modelou para a marca de roupas masculinas contemporâneas Liberclassy. Em junho, tornou-se embaixadora da marca Dior Beauty, anunciada após participar da exposição de Jean-Michel Othoniel. Em dezembro, houve um post anunciando que Cha se tornou um embaixador da marca Dior.
Em janeiro de 2023,  tornou-se embaixador regional da marca Skechers, esta parceria abrange sete mercados importantes da Ásia-Pacífico para a Skechers: Cingapura, Hong Kong, Macau, Malásia, Filipinas, Tailândia e Vietnã. Publicação da Dior Beauty anunciando as boas-vindas a Cha como o primeiro embaixador global de Dior Capture Totale, o novo Serum. Em fevereiro, Cha e a atriz Han So-hee foram selecionadas como modelos CF para a marca global de roupas Giordano. Cha lança a campanha global 2023 NOVA coleção Liens Liens Evidence, apresentando uma ponte que conecta duas pessoas que expressam emoções diferentes que pode ser vivenciado em momentos importantes da vida com o senso artístico único de Chaumet. Em março, Cha tornou-se embaixador da marca Est Cola. Cha tornou-se um embaixador da marca Dunkin 'Filipinas.

### Filantropia
Em abril de 2019, Cha doou ₩ 10 milhões para ajudar a apoiar as vítimas do incêndio de Sokcho. Em fevereiro de 2020, foi revelado que ele  havia doado ₩ 30 milhões para ajudar os afetados pela pandemia de COVID-19 na Coreia do Sul.
Em junho de 2022, participou como um guia de áudio especial para a exposição de arte de Sir Michael Craig-Martin e até doou alguns lucros para pacientes com câncer no centro nacional de câncer. Em novembro de 2022, foi anunciado que Cha fará uma exposição de fotos no final do ano e doará todos os lucros para ajudar os menos favorecidos.

## Impacto e influência
Em novembro de 2018, Cha foi incluído como um dos homens do ano da GQ Korea. Em 2019, ele ficou em sétimo lugar - com 44.178.474 pontos - nos pontos mais acumulados na reputação da marca de ídolos masculinos. No K-pop Radar Year-End Chart de 2019, Cha foi nomeado o "Hot Instagrammer" masculino.
Em abril de 2021, Cha ficou em 17º lugar na Forbes Korea Power Celebrity e em sexto na categoria SNS. Em abril de 2022, depois que Cha foi selecionado para representar a marca de roupas masculinas contemporâneas Liberclassy, o tráfego para o shopping da empresa aumentou 806% na primeira semana de abril em relação à semana anterior e a marca também viu um aumento em engajamento nas mídias sociais. Um funcionário da Liberclassy disse: "O efeito Cha Eunwoo foi visto como mais de 70 milhões de won em vendas geradas apenas para pré-aplicação".
Em janeiro de 2023, Cha foi o principal influenciador masculino na moda em 2022 e o único homem a entrar no top 10 de influenciadores com $ 82,5 milhões EMV, conforme relatado por Lefty.

## Discografia

### Eps
| Título | Detalhes | Melhores posições nas paradas | Melhores posições nas paradas | Vendas                      |
| Título | Detalhes | KOR                           | JPN                           | Vendas                      |
| ------ | --- | ----------------------------- | ----------------------------- | --------------------------- |
| Entity | - Lançado: 15 de fevereiro de 2024 - Gravadora: Fantagio Music - Formatos: CD, download, streaming Lista de músicas 1. "U&I" (너와 단둘이) 2. "Fu*king Great Time" 3. "Stay" 4. "Where Am I" 5. "You're the Best" 6. "Memories" (CD) | 2                             | 15                            | - KOR: 174,248 - JPN: 4,450 |

#### Singles
| Título                                                                                    | Ano                    | Melhores posições nas paradas | Melhores posições nas paradas | Álbum                                      |
| Título                                                                                    | Ano                    | KOR                           | US World                      | Álbum                                      |
| Como artista principal                                                                    | Como artista principal | Como artista principal        | Como artista principal        | Como artista principal                     |
| ----------------------------------------------------------------------------------------- | ---------------------- | ----------------------------- | ----------------------------- | ------------------------------------------ |
| "First Love"                                                                              | 2022                   | —                             | —                             | Drive to the Starry Road                   |
| "Stay"                                                                                    | 2024                   | —                             | —                             | Entity                                     |
| Aparições na trilha sonora                                                                |                        |                               |                               |                                            |
| "Rainbow Falling"                                                                         | 2018                   | —                             | —                             | Gangnam Beauty OST. Parte 7                |
| "Together"                                                                                | 2018                   | —                             | —                             | Top Management OST                         |
| "Please Remember" (기억해줘요)                                                            | 2019                   | —                             | —                             | Rookie Historian Goo Hae-ryung OST Parte 6 |
| "Love So Fine"                                                                            | 2021                   | 165                           | 13                            | True Beauty OST Parte 8                    |
| "Don't Cry, My Love"                                                                      | 2021                   | —                             | —                             | Under the Oak Tree OST                     |
| "Focus On Me"                                                                             | 2022                   | —                             | —                             | The Villainess Is a Marionette OST         |
| "Love Sailing" (항해)                                                                     | 2022                   | —                             | —                             | Decibel OST                                |
| "Jealousy" (질투)                                                                         | 2023                   | —                             | —                             | A Good Day to Be a Dog OST                 |
| "—" denota lançamentos que não entraram nas paradas ou não foram lançados naquela região. |                        |                               |                               |                                            |

##### Outras músicas nas paradas
| Título               | Ano  | Melhores posições nas paradas | Álbum  |
| Título               | Ano  | KOR DL                        | Álbum  |
| -------------------- | ---- | ----------------------------- | ------ |
| "U&I" (너와 단둘이)  | 2024 | 65                            | Entity |
| "Fu*king Great Time" | 2024 | 74                            | Entity |
| "Where am I"         | 2024 | 71                            | Entity |
| "You're the Best"    | 2024 | 73                            | Entity |

##### Créditos da composição
Todos os créditos estão listados na Korea Music Copyright Association, salvo indicação em contrário.
| Ano  | Título                               | Artista   | Álbum                    | Letrista | Compositor |
| ---- | ------------------------------------ | --------- | ------------------------ | -------- | ---------- |
| 2017 | "You & Me (Thanks Aroha)"            | Astro     | Winter Dream             | Yes      | Não        |
| 2018 | "By Your Side" (너의 뒤에서)         | Astro     | Rise Up                  | Yes      | Não        |
| 2018 | "Together"                           | Ele mesmo | Top Management OST       | Yes      | Não        |
| 2018 | "Merry-Go-Round (Christmas Edition)" | Astro     | Single sem álbum         | Yes      | Não        |
| 2019 | "Merry-Go-Round"                     | Astro     | All Light                | Yes      | Não        |
| 2020 | "No, I Don't.." (아니 그래)          | Astro     | Single sem álbum         | Yes      | Não        |
| 2021 | "After Midnight"                     | Astro     | Switch On                | Yes      | Não        |
| 2021 | "Don't Worry"                        | Astro     | Switch On                | Yes      | Yes        |
| 2022 | "First Love"                         | Ele mesmo | Drive to the Starry Road | Yes      | Não        |
| 2024 | "Stay"                               | Ele mesmo | Entity                   | Yes      | Não        |
| 2024 | "Fu*king Great Time"                 | Ele mesmo | Entity                   | Yes      | Não        |
| 2024 | "Where Am I"                         | Ele mesmo | Entity                   | Yes      | Não        |
| 2024 | "U&I" (너와단둘이)                   | Ele mesmo | Entity                   | Yes      | Não        |
| 2024 | "You're The Best"                    | Ele mesmo | Entity                   | Yes      | Não        |
| 2024 | "Memories"                           | Ele mesmo | Entity                   | Yes      | Não        |

## Filmografia

### Filme
| Ano  | Título            | Papel           | Notas            | Ref.          |
| ---- | ----------------- | --------------- | ---------------- | ------------- |
| 2014 | My Brilliant Life | healthy Ah-reum | Pequena aparição | [ 83 ]        |
| 2022 | Decibel           | Jeon Tae-ryong  |                  | [ 84 ] [ 85 ] |

#### Séries de televisão
| Ano       | Título                         | Papel                          | Ref.   |
| --------- | ------------------------------ | ------------------------------ | ------ |
| 2017      | Hit the Top                    | MJ                             | [ 12 ] |
| 2018      | Gangnam Beauty                 | Do Kyung-seok                  | [ 15 ] |
| 2019      | Rookie Historian Goo Hae-ryung | Yi Rim (Prince Dowon) / Maehwa | [ 86 ] |
| 2020–2021 | True Beauty                    | Lee Su-ho                      | [ 87 ] |
| 2023–2024 | A Good Day to Be a Dog         | Jin Seo-won                    | [ 88 ] |
| 2024      | Wonderful World                | Kwon Seon-yul                  | [ 89 ] |

##### Websérie
| Ano       | Título                  | Papel                         | Notas           | Ref.   |
| --------- | ----------------------- | ----------------------------- | --------------- | ------ |
| 2015      | To Be Continued         | Ele mesmo                     | Papel principal | [ 7 ]  |
| 2016      | My Romantic Some Recipe | Ele mesmo                     | Papel principal | [ 11 ] |
| 2017      | Sweet Revenge           | Ele mesmo                     | Papel principal | [ 13 ] |
| 2018      | Top Management          | Woo Yeon-woo                  | Papel principal | [ 14 ] |
| 2019      | Soul Plate              | Angel Raviel                  | Papel principal | [ 90 ] |
| 2022–2023 | Island                  | John / Yohan / Kang Chan-hyuk | Papel principal | [ 91 ] |

###### Programa de televisão
| Ano       | Título                             | Papel            | Ref.          |
| --------- | ---------------------------------- | ---------------- | ------------- |
| 2016      | Law of the Jungle in New Caledonia | Membro do elenco | [ 92 ]        |
| 2020      | Handsome Tigers                    | Membro do elenco | [ 93 ] [ 94 ] |
| 2020–2021 | Master in the House                | Membro do elenco | [ 23 ] [ 95 ] |

###### Apresentador
| Ano       | Título                           | Notas                                 | Ref.            |
| --------- | -------------------------------- | ------------------------------------- | --------------- |
| 2016–2018 | Show! Music Core                 | com Kim Sae-ron, Lee Soo-min e Xiyeon | [ 10 ]          |
| 2017      | MBC Gayo Daejejeon               | com Suho e YoonA                      | [ 96 ]          |
| 2018      | Dream Concert                    | com Yoon Shi-yoon e Seol In-ah        | [ 97 ]          |
| 2018      | MBC Gayo Daejejeon               | com Noh Hong Chul, Minho e YoonA      | [ 98 ]          |
| 2019      | MBC Gayo Daejejeon               | com Jang Sung-kyu e YoonA             | [ 99 ]          |
| 2020      | Dream Concert                    | com Eunhyuk e Lia                     | [ 100 ]         |
| 2020      | KBS Song Festival                | com Jung Yun-ho e Shin Ye-eun         | [ 101 ] [ 102 ] |
| 2020      | SBS Entertainment Awards         | com Shin Dong-yup e Lee Seung-gi      | [ 103 ]         |
| 2021      | Dream Concert                    | com Leeteuk e Kim Do-yeon             | [ 104 ]         |
| 2021      | Seoul International Drama Awards | com Park Eun-bin                      | [ 105 ]         |
| 2021      | KBS Song Festival                | com Kim Seol-hyun e Rowoon            | [ 106 ] [ 107 ] |
| 2022      | SBS Gayo Daejeon                 | com Key e An Yu-jin                   | [ 108 ]         |
| 2024      | 38th Golden Disc Awards          | com Sung Si-kyung                     | [ 109 ]         |

## Prêmios e indicações
| Cerimônia da premiação             | Ano  | Categoria                                                   | Nomeado / Trabalho             | Resultado | Ref.            |
| ---------------------------------- | ---- | ----------------------------------------------------------- | ------------------------------ | --------- | --------------- |
| APAN Music Awards                  | 2020 | Entertainer of the Year – Male                              | Cha Eun-woo                    | Indicado  | [ 110 ]         |
| APAN Star Awards                   | 2023 | Excellence Award, Actor in a Miniseries                     | Island                         | Indicado  | [ 111 ]         |
| Asia Artist Awards                 | 2018 | Rising Star Award                                           | Gangnam Beauty                 | Venceu    | [ 112 ]         |
| Asia Artist Awards                 | 2021 | Popularity Award - Actor                                    | Cha Eun-woo                    | Indicado  | [ 113 ]         |
| Asia Artist Awards                 | 2021 | Emotive Award - Actor                                       | True Beauty                    | Venceu    | [ 114 ]         |
| Asia Artist Awards                 | 2022 | Popularity Award - Actor                                    | Cha Eun-woo                    | Indicado  | [ 115 ]         |
| Blue Dragon Series Awards          | 2023 | Best New Actor                                              | Island                         | Indicado  | [ 116 ]         |
| Blue Dragon Series Awards          | 2023 | Popularity Star Award                                       | Cha Eun-woo                    | Venceu    | [ 117 ]         |
| Brand Customer Loyalty Awards      | 2021 | Best Male Idol-Actor                                        | Cha Eun-woo                    | Venceu    | [ 119 ]         |
| Brand Customer Loyalty Awards      | 2023 | Best Male Idol-Actor                                        | Cha Eun-woo                    | Venceu    | [ 120 ]         |
| Brand Customer Loyalty Awards      | 2024 | Hot Trend Male Actor                                        | Cha Eun-woo                    | Venceu    | [ 121 ]         |
| Brand of the Year Awards           | 2021 | Male Actor of the Year (Idol)                               | Cha Eun-woo                    | Venceu    | [ 122 ]         |
| Brand of the Year Awards           | 2023 | Male Actor of the Year (Idol)                               | Cha Eun-woo                    | Venceu    | [ 123 ]         |
| HallyuTalk Awards                  | 2023 | Star of the Year Award                                      | Cha Eun-woo                    | Venceu    | [ 124 ]         |
| Indonesian Television Awards       | 2018 | Special Award – Person of the Year                          | Cha Eun-woo                    | Venceu    | [ 125 ]         |
| iQiyi Entertainment Awards         | 2019 | Most Charming Actor                                         | Gangnam Beauty                 | Venceu    | [ 126 ]         |
| Korea Drama Awards                 | 2018 | Best New Actor                                              | Gangnam Beauty                 | Venceu    | [ 127 ]         |
| Korea Drama Awards                 | 2018 | Hallyu Star Award                                           | Gangnam Beauty                 | Venceu    | [ 127 ]         |
| Korea First Brand Awards           | 2019 | Best Male Idol-Actor Award                                  | Gangnam Beauty                 | Venceu    | [ 128 ]         |
| Korea First Brand Awards           | 2019 | Male Commercial Model Award                                 | Cha Eun-woo                    | Venceu    | [ 128 ]         |
| Korea First Brand Awards           | 2024 | Best Male Idol-Actor Award (Vietnam)                        | A Good Day to Be a Dog         | Venceu    | [ 129 ]         |
| MBC Drama Awards                   | 2019 | Excellence Award for an Actor in a Wednesday-Thursday Drama | Rookie Historian Goo Hae-ryung | Venceu    | [ 130 ] [ 131 ] |
| MBC Drama Awards                   | 2019 | Best Couple Award (com Shin Se-kyung)                       | Rookie Historian Goo Hae-ryung | Venceu    | [ 130 ] [ 131 ] |
| MBC Drama Awards                   | 2023 | Top Excellence Award, Actor in a Miniseries                 | A Good Day to Be a Dog         | Indicado  | [ 132 ] [ 133 ] |
| MBC Drama Awards                   | 2023 | Best Couple Award (com Park Gyu-young)                      | A Good Day to Be a Dog         | Indicado  | [ 132 ] [ 133 ] |
| MBC Entertainment Awards           | 2016 | Rookie Award in Music / Talk Show – Male                    | Show! Music Core               | Indicado  | [ 134 ]         |
| MBC Entertainment Awards           | 2017 | Rookie Award in Show / Sitcom – Male                        | Show! Music Core               | Indicado  | [ 135 ]         |
| MTV Video Music Awards Japan       | 2023 | Global Icon Award                                           | Cha Eun-woo                    | Venceu    | [ 136 ]         |
| MTN Broadcast Advertising Festival | 2017 | CF Male Star Award                                          | Cha Eun-woo                    | Venceu    | [ 137 ]         |
| Newsis K-EXPO Cultural Awards      | 2020 | Seoul Tourism Organization CEO Award                        | Cha Eun-woo                    | Venceu    | [ 138 ]         |
| SBS Entertainment Awards           | 2020 | Rookie Award                                                | Master in the House            | Venceu    | [ 139 ]         |
| Yahoo! Asia Buzz Awards            | 2018 | Most Searched Rookie Actor                                  | Gangnam Beauty                 | Venceu    | [ 140 ]         |

### Listas
| Editora | Ano  | Lista                    | Colocação    | Ref.    |
| ------- | ---- | ------------------------ | ------------ | ------- |
| Forbes  | 2021 | Korea Power Celebrity 40 | 17º          | [ 141 ] |
| Forbes  | 2024 | Korea Power Celebrity 40 | 11º          | [ 142 ] |
| Forbes  | 2023 | 30 Under 30              | Classificado | [ 143 ] |